# Réz(I)-bromid
A réz(I)-bromid egy kémiai vegyület, képlete CuBr. Tiszta állapotban színtelen, de gyakran a Cu2+ ion szennyezés miatt elszíneződhet. Az anyagot széleskörűen hasznosítják szervetlen vegyületek szintéziséhez.

## Előállítása
Réz(II)-bromid és SO2−3 reakciójából:
2 CuBr2 + H2O + SO2−3 → 2 CuBr + SO2−4 + 2 HBr
Hidrogén-bromid vizes oldata és elemi rézpor reakciójából nem lehet előállítani,mivel a réz nem helyettesíti a hidrogént a savakból, csak oxidáló hatású savakkal reagál.
Előállítható réz-oxid és hidrogén-bromid (vizes vagy alkoholos oldat) reakciójával.
Cu2O(s)+2HBr(aq/alkohol)=2CuBr(s)+H2O(l)
CuBr(s)+HBr(aq)<=>H(CuBr2)(aq)

## Lásd még
- Réz(II)-bromid